# Partecipazione politica
La partecipazione politica è «il coinvolgimento dell'individuo nel sistema politico a vari livelli di attività, dal disinteresse totale alla titolarità di una carica politica». Una definizione più ampia viene data dal politologo Francesco Raniolo: «è l’insieme di tutte quelle occasioni in cui, nell’ambito di un certo contesto (stato, collettività o associazione) del quale si fa parte (dove), donne e uomini, singolarmente o in gruppo (chi), fanno uso di un certo repertorio di azioni, convenzionale o non convenzionale, legale o illegale, pacifico o violento (come), per cercare di influenzare la selezione e le decisioni di chi ricopre cariche pubbliche rappresentative e soprattutto di governo (che cosa), al fine di modificare o conservare il sistema di interessi e di valori dominante (perché)».
Si tratta di un concetto che accompagna l'essere umano da quando la politica è stata intesa quale attività svolta all'interno di comunità organizzate (ad es. polis greche). Inoltre, è un fenomeno strettamente collegato a significativi mutamenti nei sistemi socio-economici e nella natura delle comunità politiche.

## Descrizione
Queste esperienze sono così importanti da aver suggerito ai pensatori politici la possibilità di integrare o addirittura sostituire la democrazia rappresentativa con forme di democrazia diretta, caratterizzate da più ampie e incisive opportunità di partecipazione politica. Tuttavia, molte forme di organizzazione del potere politico, nel mondo occidentale e orientale (come l'assolutismo o il dispotismo), non hanno lasciato spazio alla partecipazione politica per moltissimo tempo. È soltanto con l'emergere  delle forme moderne di Stato nel mondo occidentale, e con le prime spinte alla democratizzazione interna, che si può tornare a parlare legittimamente di partecipazione politica. Per quanto si possa affermare che la partecipazione politica è sempre esistita, appare corretto sostenere che il fenomeno ha assunto le sue caratteristiche più specifiche dopo la formazione degli Stati nazionali, in concomitanza con le pressioni per una democratizzazione formale e con consistenti mutamenti culturali e socio-economici.
Secondo Pasquino
Una difficoltà che si riscontra nella definizione di partecipazione politica riguarda la doppia valenza semantica che assume il verbo “partecipare” tanto nell'uso politico che in quello comune:
- da un lato significa “prendere parte” ad un determinato atto o processo,[5]
- dall'altro “essere parte” di un organismo, di un gruppo, di una comunità.[5]

Ad un polo abbiamo dunque che la partecipazione consiste in azioni determinate, in un coinvolgimento di tipo decisionale, sia nel senso stretto di decisione su temi che di scelta di persone destinate ad occupare cariche politiche. Al polo opposto abbiamo invece che la partecipazione significa una incorporazione attiva nell'ambito di una solidarietà sociopolitica a diversi e possibili livelli (solidarietà statale, di classe, di gruppo, di partito).
Elementi come l'interesse per la politica, la discussione politica o l'informazione politica non possono farsi rientrare tra i comportamenti puramente partecipativi; non basta quindi individuare semplicemente livelli di interesse e discussione politica come indicatori di partecipazione politica. Tuttavia, questi elementi devono comunque essere monitorati in quanto utili predittori di partecipazione politica potenziale, ovvero essi possono indicare una maggiore o minore predisposizione alla partecipazione.
Secondo il Parlamento Europeo, la partecipazione pubblica comprende, ma non si limita a, indagare, parlare, segnalare o denunciare in altro modo questioni di interesse pubblico, tra le altre cose le pratiche che minacciano i diritti e le libertà fondamentali, la democrazia, lo Stato di diritto o il buon governo, e le attività di sostegno attraverso l'esercizio delle libertà civili come la libertà di associazione, la libertà di riunione pacifica e la libertà di espressione e d'informazione.

## Partecipazione politica convenzionale e non convenzionale

### Convenzionale[9]
1. Esporsi a sollecitazioni politiche
2. Votare
3. Avviare una discussione politica
4. Cercare di convincere un altro a votare in un certo modo
5. Portare un distintivo politico
6. Avere contatti con un funzionario o con un dirigente politico
7. Versare offerte in denaro ad un partito o a un candidato
8. Assistere a un comizio o ad un'assemblea politica
9. Contribuire ad una campagna politica
10. Diventare membro attivo di un partito politico
11. Partecipare a riunioni in cui si prendono decisioni politiche
12. Sollecitare contributi in denaro per cause politiche
13. Candidarsi a una carica elettiva
14. Occupare cariche politiche pubbliche

### Non convenzionale[9]
1. Scrivere ad un giornale
2. Aderire ad un boicottaggio
3. Autoridurre tasse o affitto
4. Occupare edifici
5. Bloccare il traffico
6. Firmare una petizione
7. Fare un sit-in
8. Partecipare ad uno sciopero selvaggio
9. Prendere parte a manifestazioni politiche
10. Danneggiare la proprietà
11. Usare violenza contro le persone